# Leith (Écosse)
Pour les articles homonymes, voir Leith.
Leith (/liːθ/ ; en gaélique écossais : Lìte) est un quartier portuaire de la ville d'Édimbourg en Écosse situé à l'embouchure de la rivière Water of Leith. C'est dans ce quartier que se situent le port d'Édimbourg et le yacht royal Britannia,.

## Histoire
Au milieu du XVIe siècle, quand l'Écosse était sous influence française, Leith servait de port de débarquement pour l'armée française. Les Français la fortifièrent et en firent une colonie. Ils résistèrent au siège des Anglais en 1560 mais durent quitter la place après la signature du traité d'Édimbourg. C'est à Leith que débarqua Marie Stuart lors de son retour en Écosse, l'année suivante.
Après des siècles de contrôle par Édimbourg, Leith est devenue une cité en 1833.
La croissance continue signifiait que Leith et Édimbourg formaient une zone urbaine contiguë. Leith a été rattaché administrativement à Édimbourg en 1920, malgré une forte opposition de la population locale. La population de Leith au moment de la fusion était de 80 000 habitants, soit 20 % de la population dans environ 5 % de la superficie de la ville, ce qui reflète la forte densité de la ville. C’était la sixième plus grande ville d’Écosse au moment de la fusion.
Après des décennies de déclin industriel, de désindustrialisation, d’élimination des bidonvilles et de dépeuplement qui en a résulté dans l’après-guerre, Leith a progressivement commencé à connaître un regain de fortune à la fin des années 1980.

## Actuellement
Leith a subi une régénération importante et est maintenant un port animé avec des visites de paquebots de croisière et abrite le Royal Yacht Britannia, le centre commercial Ocean Terminal et les bureaux administratifs de plusieurs départements du gouvernement écossais. Le « projet Leith » du conseil d'Edimbourg et du gouvernement écossais a donné un nouvel élan économique. La zone côtière de Leith, autrefois peu attrayante, est maintenant le centre d’une série de nouveaux pubs et restaurants dans un cadre charmant,.
Leith a même été désigné quatrième quartier le plus cool du monde par le magazine Time Out en 2021.
Le tramway d'Edimbourg relie Leith au centre-ville depuis juin 2023, avec des arrêts à Leith Street (sur Leith Walk), Foot of the Walk et The Shore (sur Constitution Street), et Port of Leith et Ocean Terminal sur le port. Cela offre à Leith et aux nouveaux développements portuaires un itinéraire rapide et pratique pour les navetteurs locaux et les visiteurs.

## Sport
Leith est le domicile du club de football Hibernian FC qui est membre de la Premiership écossaise.
Leith Links possède également l’un des terrains de cricket les plus anciens d’Écosse, datant de 1820.

## Édifices
- Leith Library
- Lamb's House
- Ancien hôtel de ville de Leith
- Trinity House of Leith
- Église paroissiale de Leith Sud
- Église paroissiale de Leith Nord
- Dr Bell's School
- McDonald Road Library
- Ancienne Gare centrale de Leith

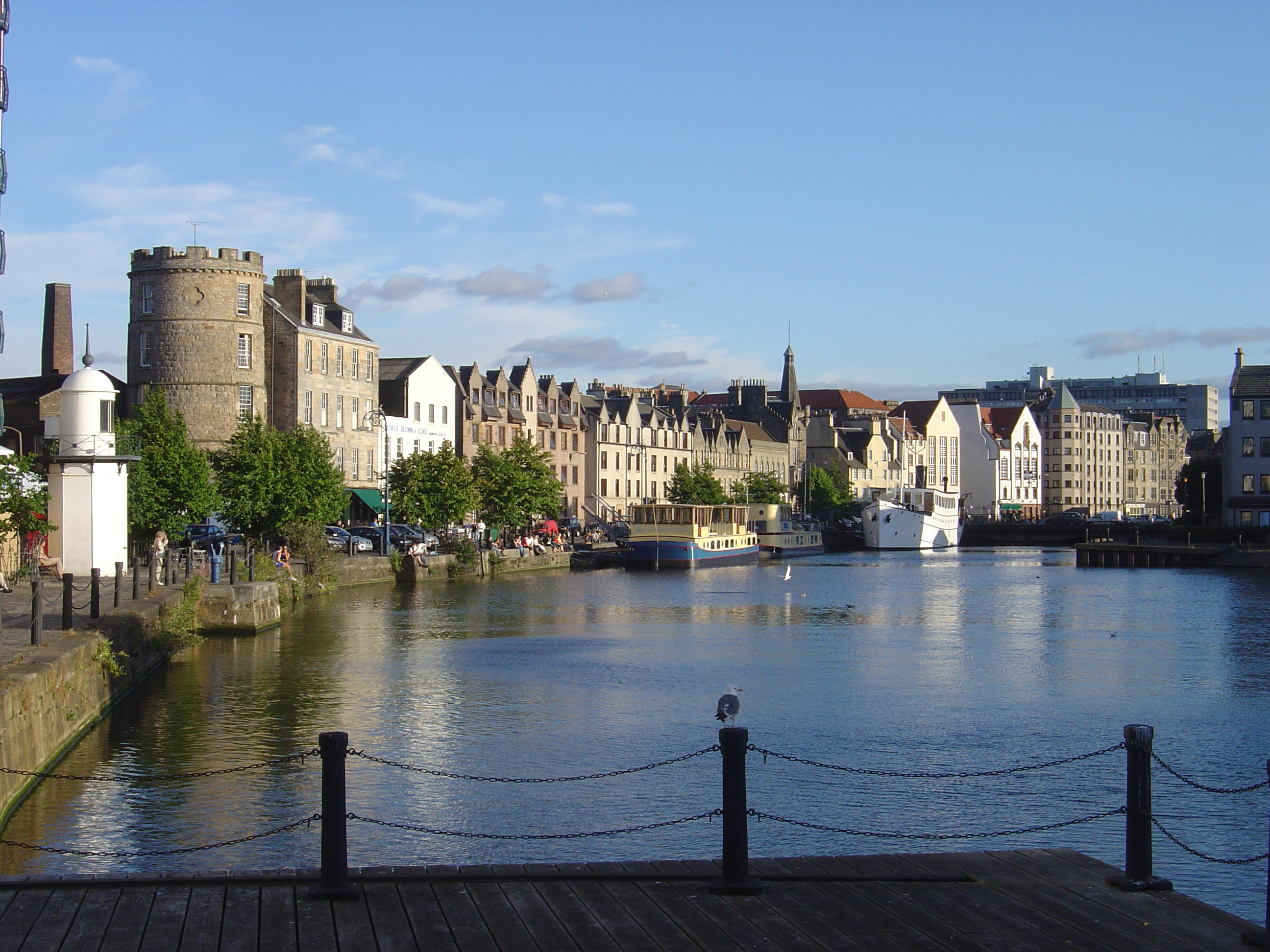
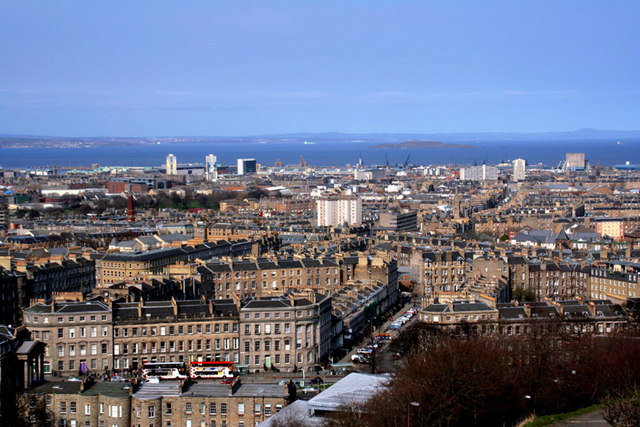
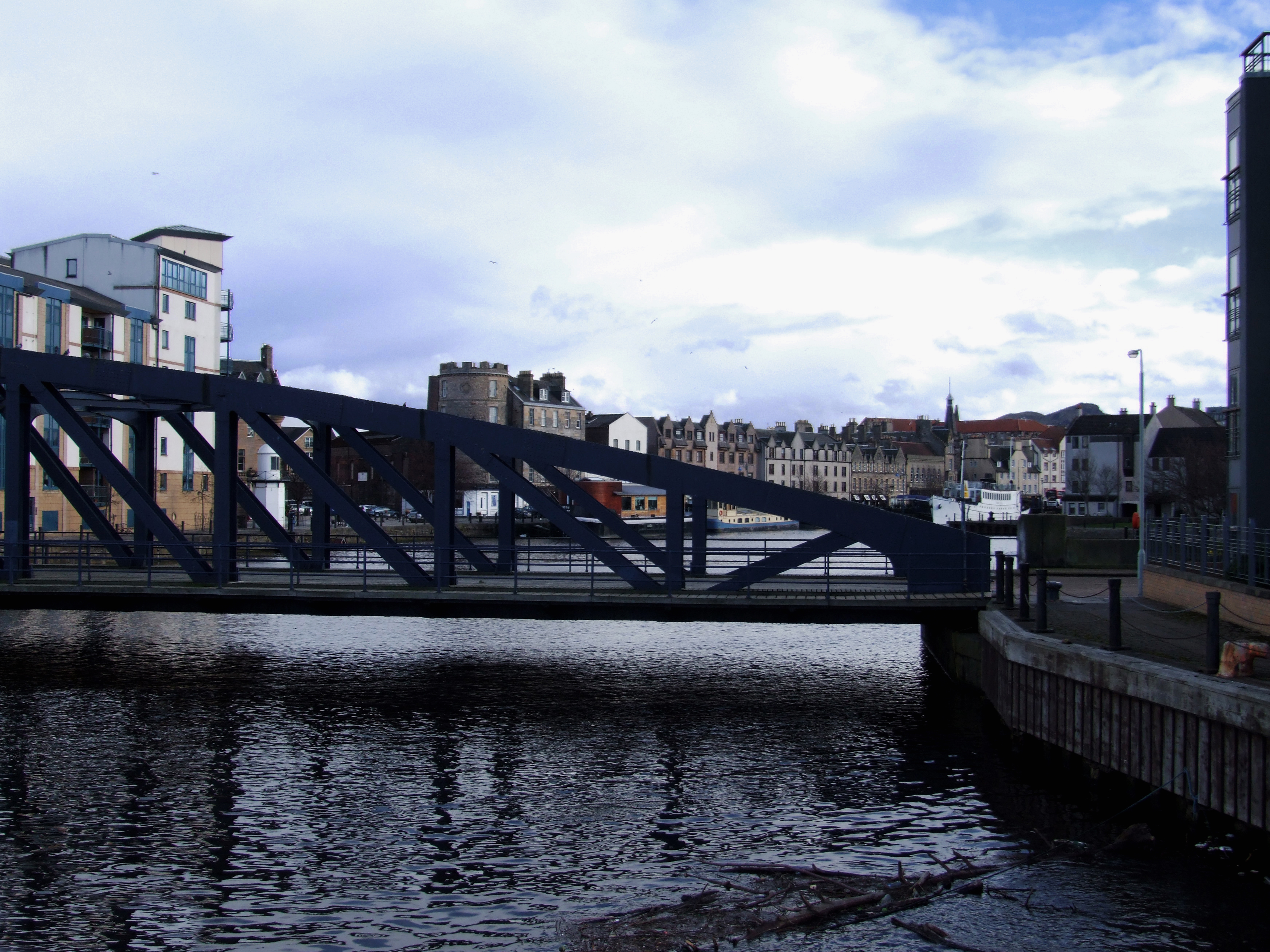
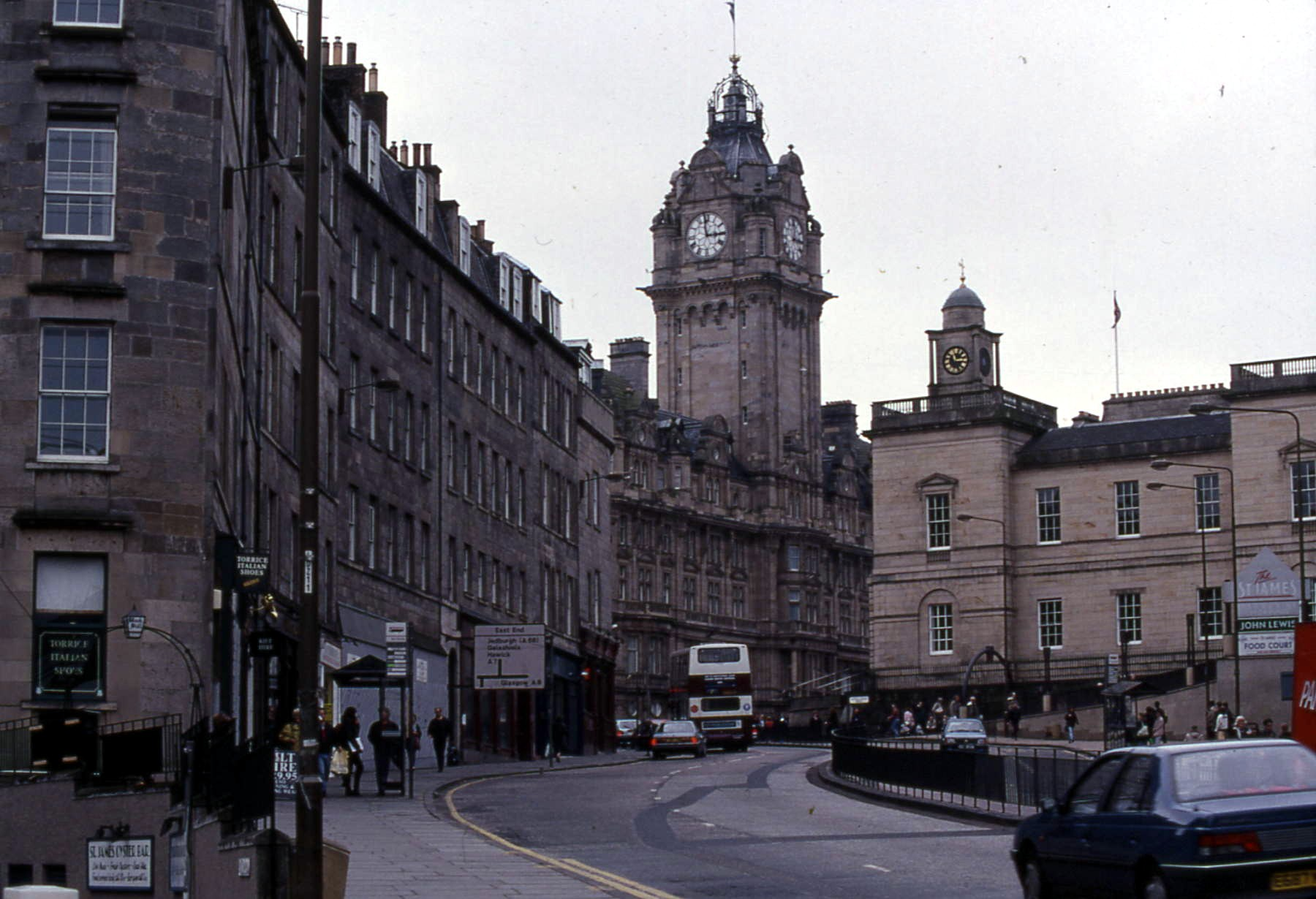
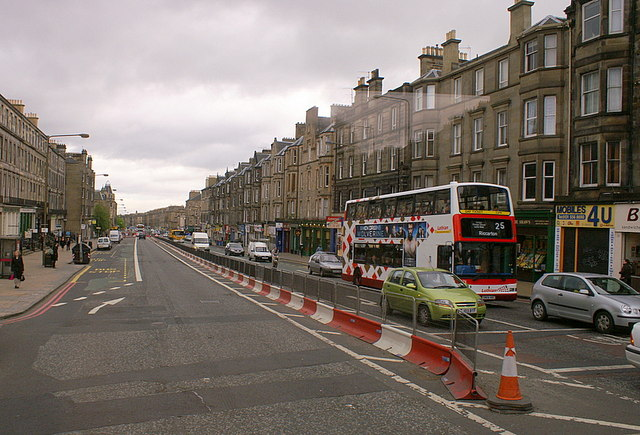
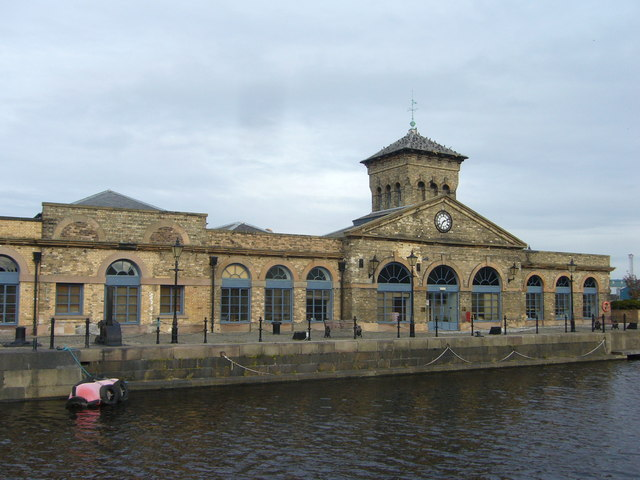
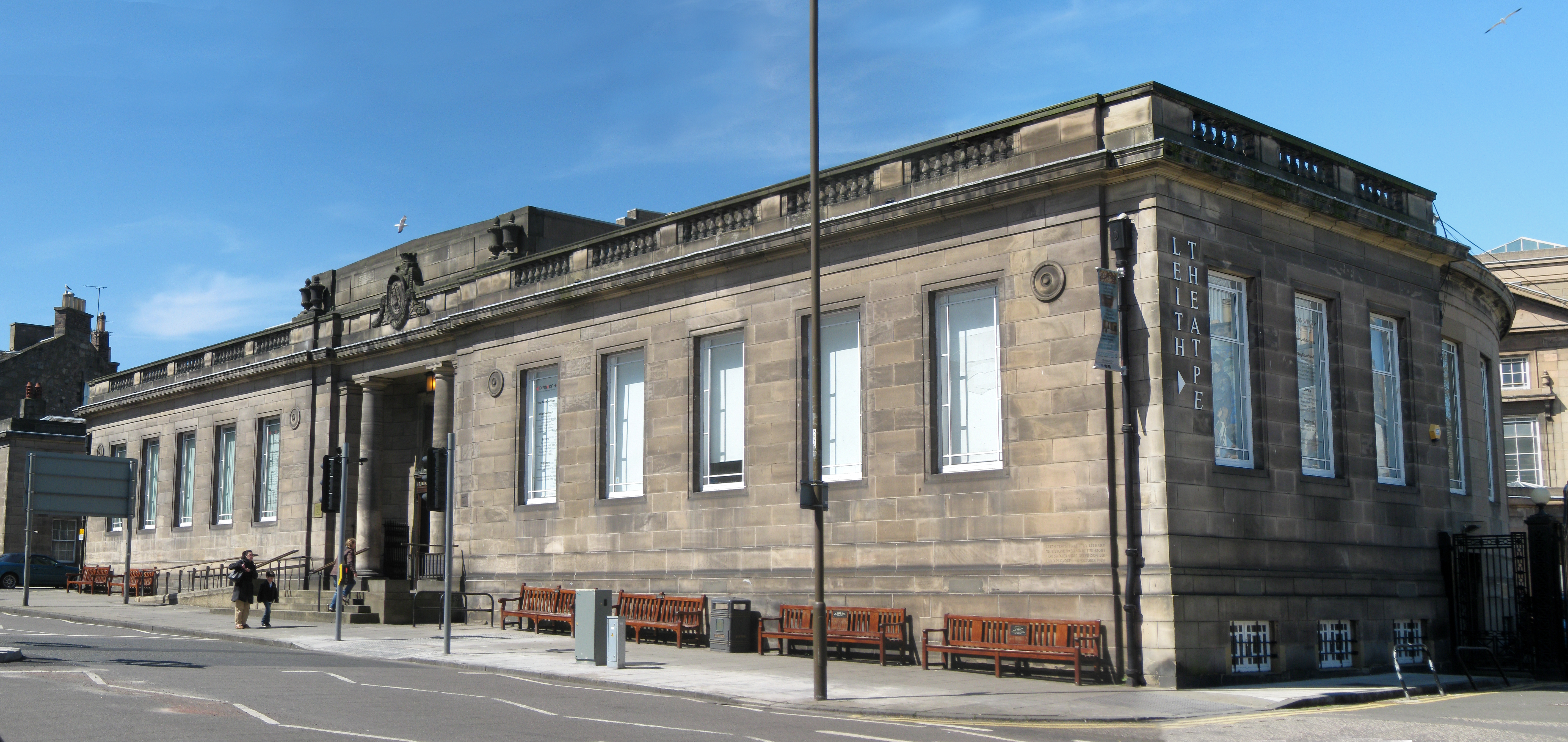
Bibliothèque de Leith.
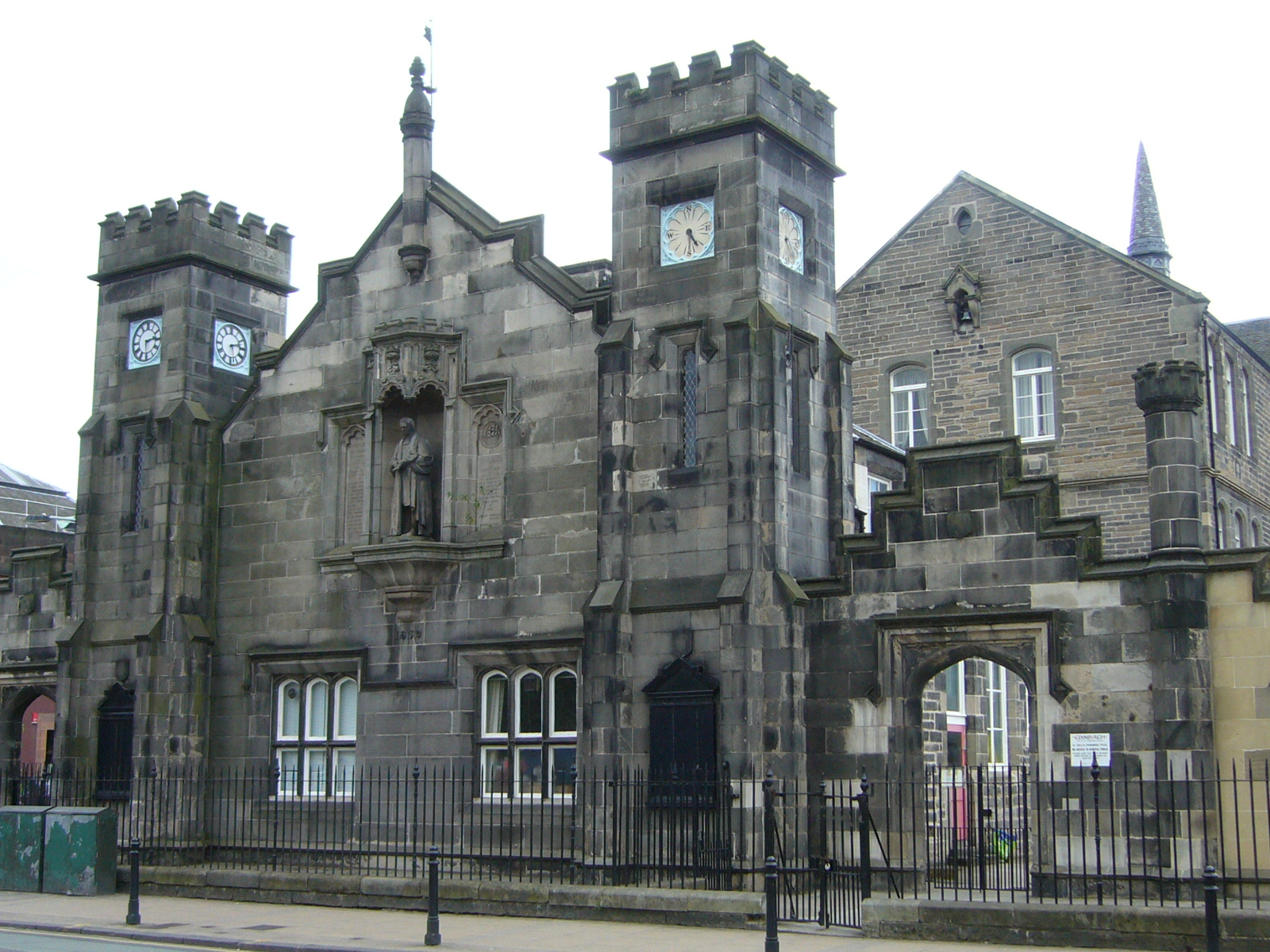
L'école du Dr. Bell.

## Littérature
Le quartier de Leith a été mis en lumière par Irvine Welsh, dans ses romans (notamment Trainspotting et Porno) en y développant ses côtés sombres et populaires.

### Trainspotting
Leith a acquis une renommée mondiale grâce au film Trainspotting (adapté du roman d'Irvine Welsh), qui a été tourné à Leith en 1996. Le livre parle d'une sous-culture de jeunes toxicomanes qui ne font pas grand-chose dans un environnement minable autre que de consommer des drogues, en particulier l'héroïne. Dans une scène mémorable du livre et du film, les personnages principaux volent les touristes américains en visite à Édimbourg pour le Fringe Festival dans le pub Doocoot à Leith. Ironiquement, il était peu probable qu'il ait été visité par des touristes avant la publication du roman, et c'est maintenant une destination populaire de Leith pour les visiteurs internationaux. Pourtant, le livre et le film sont considérés comme l'une des reliques les plus révélatrices des années 1990. Les circonstances décrites semblent avoir réellement existé à Leith, selon les déclarations d'Irvine Welsh et du réalisateur Danny Boyle (en préparation du film, la scène de la drogue y a été intensivement étudiée afin de donner l'authenticité au film, pour ce faire l'environnement local de la drogue a été étudié). Il existait également de nombreuses publications et d'articles de journaux ou de publications sur Internet qui traitaient de la situation réelle à Leith.

## Musique
Le duo folk rock écossais The Proclaimers a intitulé son deuxième album Sunshine on Leith d’après la ville, y compris le morceau éponyme. Il a donné naissance à une comédie musicale du même nom qui comprenait la musique de The Proclaimers, qui a elle-même eu une adaptation cinématographique en 2013,.